# Pont Bac de Roda
Die Straßenbrücke Pont de Bac de Roda oder Pont Calatrava verbindet die Stadtteile Sant Andreu und Sant Martí im Osten von Barcelona. Planungsingenieur und Architekt der Brücke ist Santiago Calatrava. Diese markante Brücke ist eines der ersten Werke des mittlerweile etablierten Architekten und war ein Bestandteil der Präsentationen anlässlich der Olympischen Sommerspiele 1992. Sie wurde von 1985 bis 1987 erbaut.

## Lage
Die Brücke verbindet die Straße Bac de Roda im südlichen Stadtteil Sant Martí mit der Straße Felip II im nördlichen Sant Andreu und überquert dabei die Gleise von Regionalbahnen, die vom Stadtzentrum Richtung Autobahnkreisverkehr Nus de la Trinitat führen. Südöstlich der Brücke befindet sich die Metrostation Bac de Roda der Linie 2 der Metro von Barcelona.

## Konstruktion
Die Fahrbahn ist als Spannbetonkonstruktion ausgeführt, welche durch seitlich angebrachte unterstützende Hängebrückenkonstruktionen unterstützt wird. Der Hängebrückenteil ist in Stahl-Beton-Verbunsbauweise ausgeführt, wobei der Obergurt an allen 4 Ecken der freistehenden Brückenwiderlager fließend in Treppen übergeht. Die Brücke ist durchgehend mit hellen Baustoffen errichtet worden, der Belag im Fußgängerbereich ist aus Keramikfliesen. Die Geländer sind aus Edelstahl. Nachts wird die Brücke indirekt beleuchtet, so dass man sie ohne Blendung passieren kann. Im Bereich der Brücke existieren keine der sonst üblichen Straßenbeleuchtungen durch Laternen.

## Bedeutung
Obwohl das Bauwerk eine ganz normale Straßenbrücke ohne konstruktive Superlative ist, wird sie von zahlreichen Touristen besucht und in entsprechender Literatur oft erwähnt. Sie ist neben dem Torre de comunicacions de Montjuïc, den ebenfalls Calatrava 1989–1991 konstruierte und berechnete sowie dem Torre de Collserola von Norman Foster und dem Torre Agbar von Jean Nouvel ein bedeutendes Objekt der modernen Architektur in Barcelona.

## Bilder

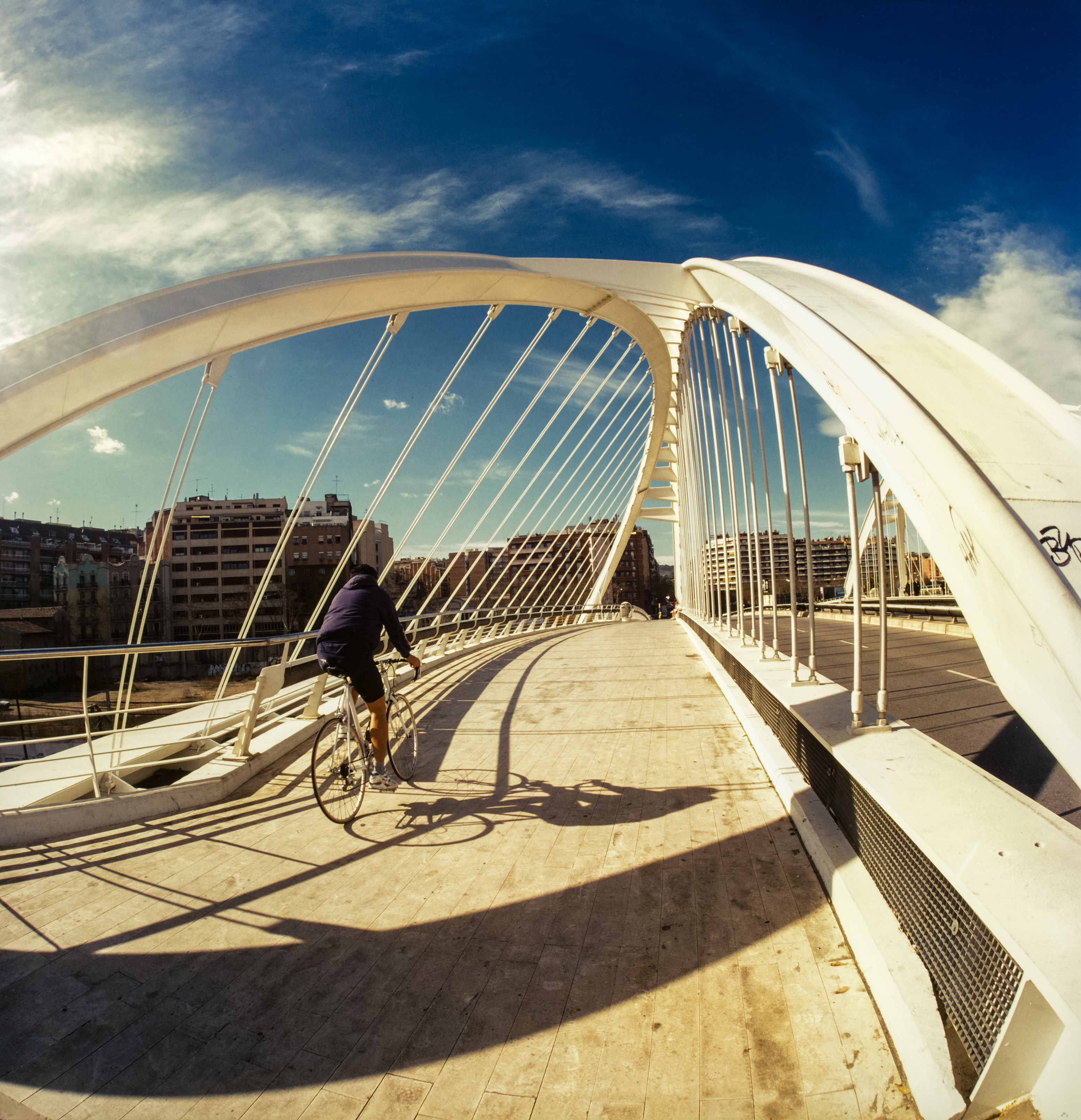
Westlicher Fußweg 1992
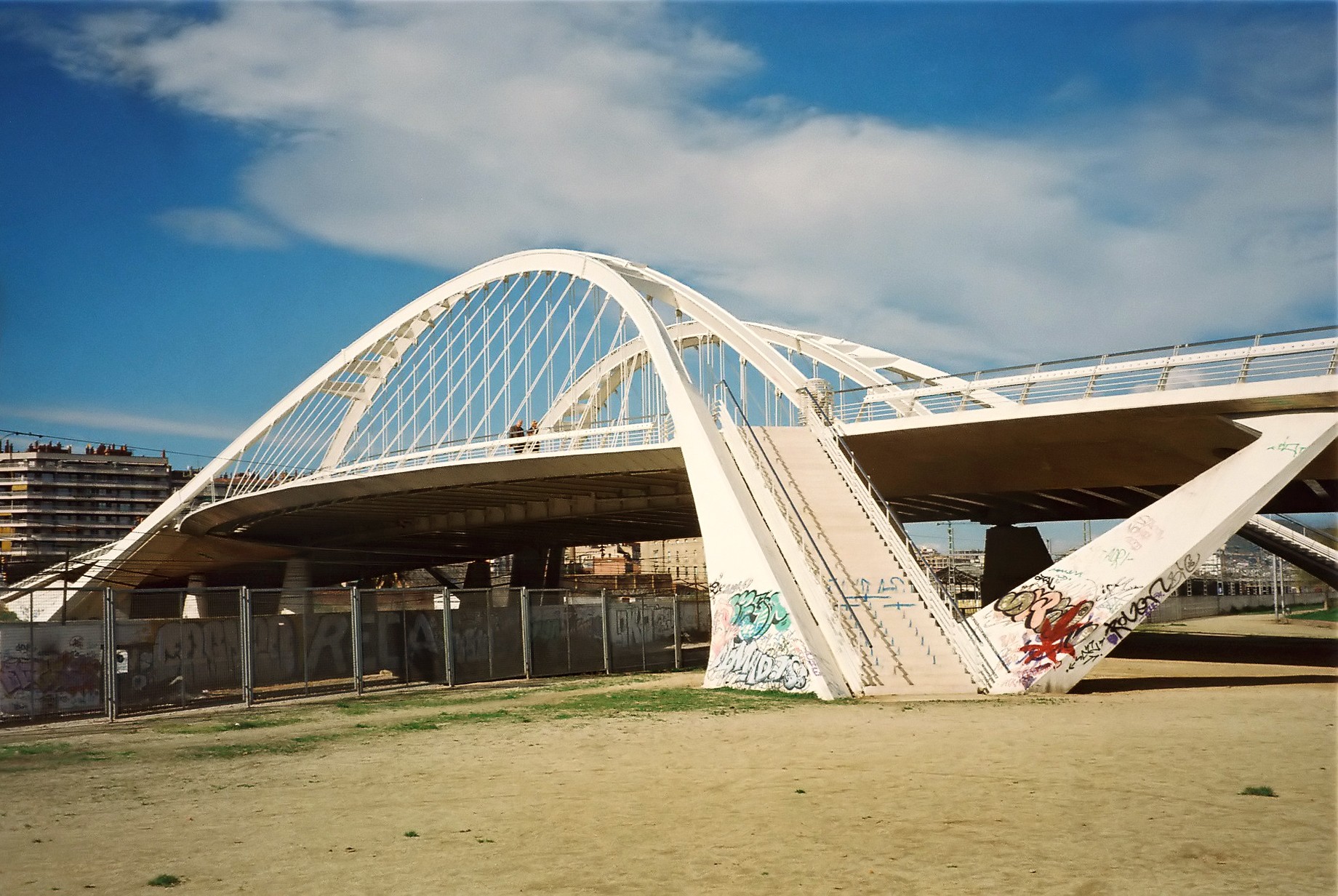
Zustand 2000
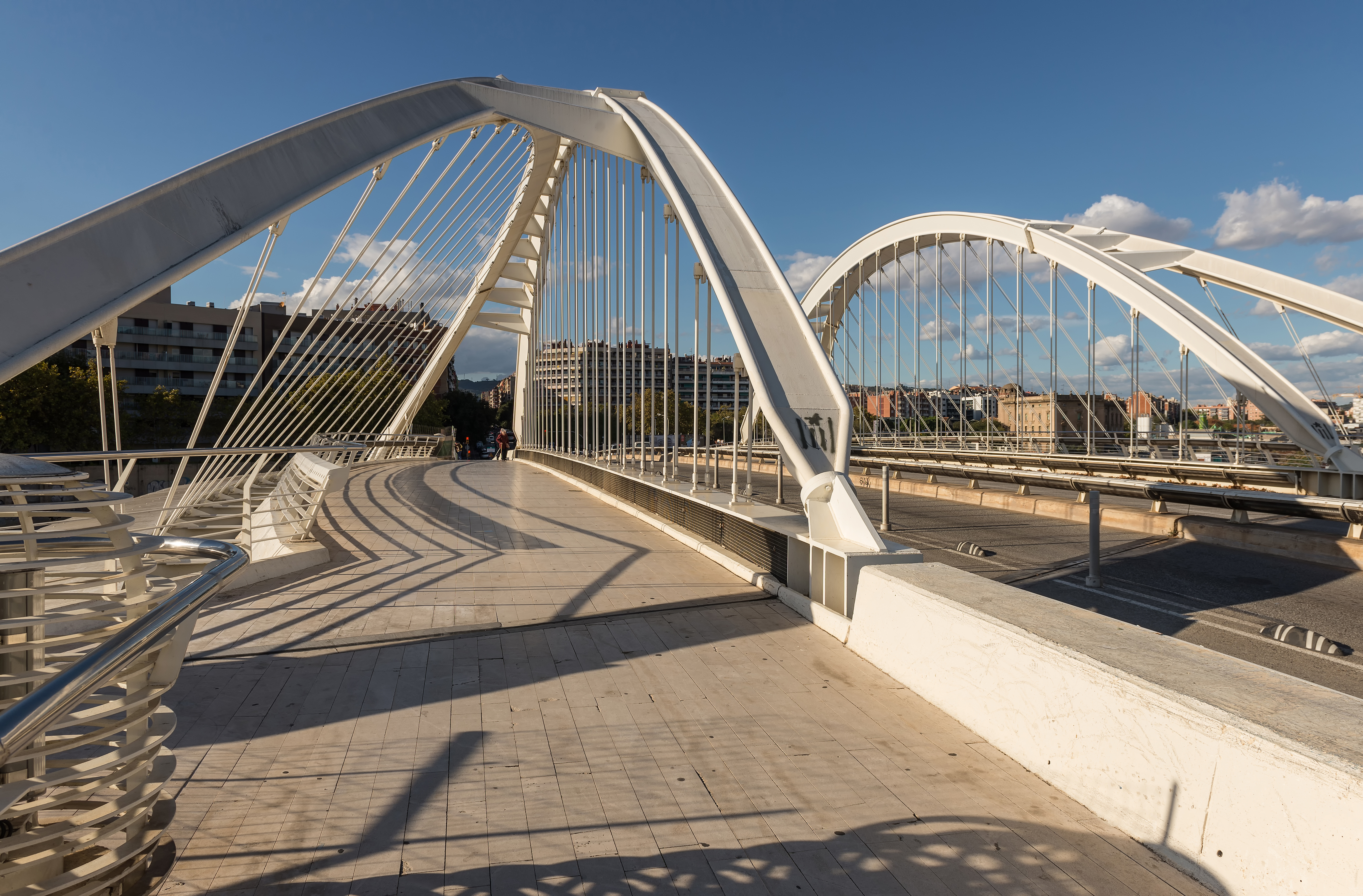
Westlicher Fußweg
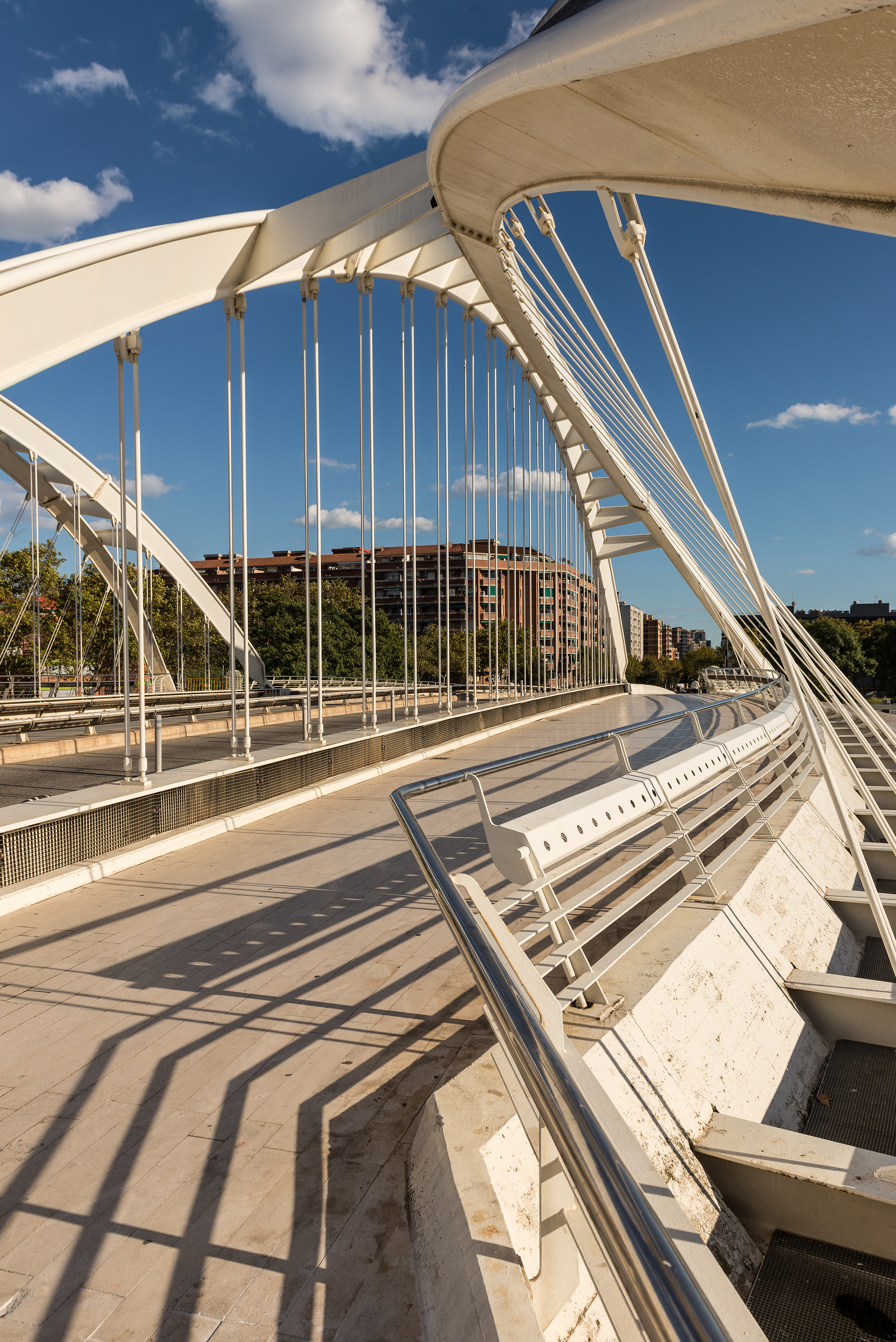
Detail der Tragstruktür über dem Gehweg
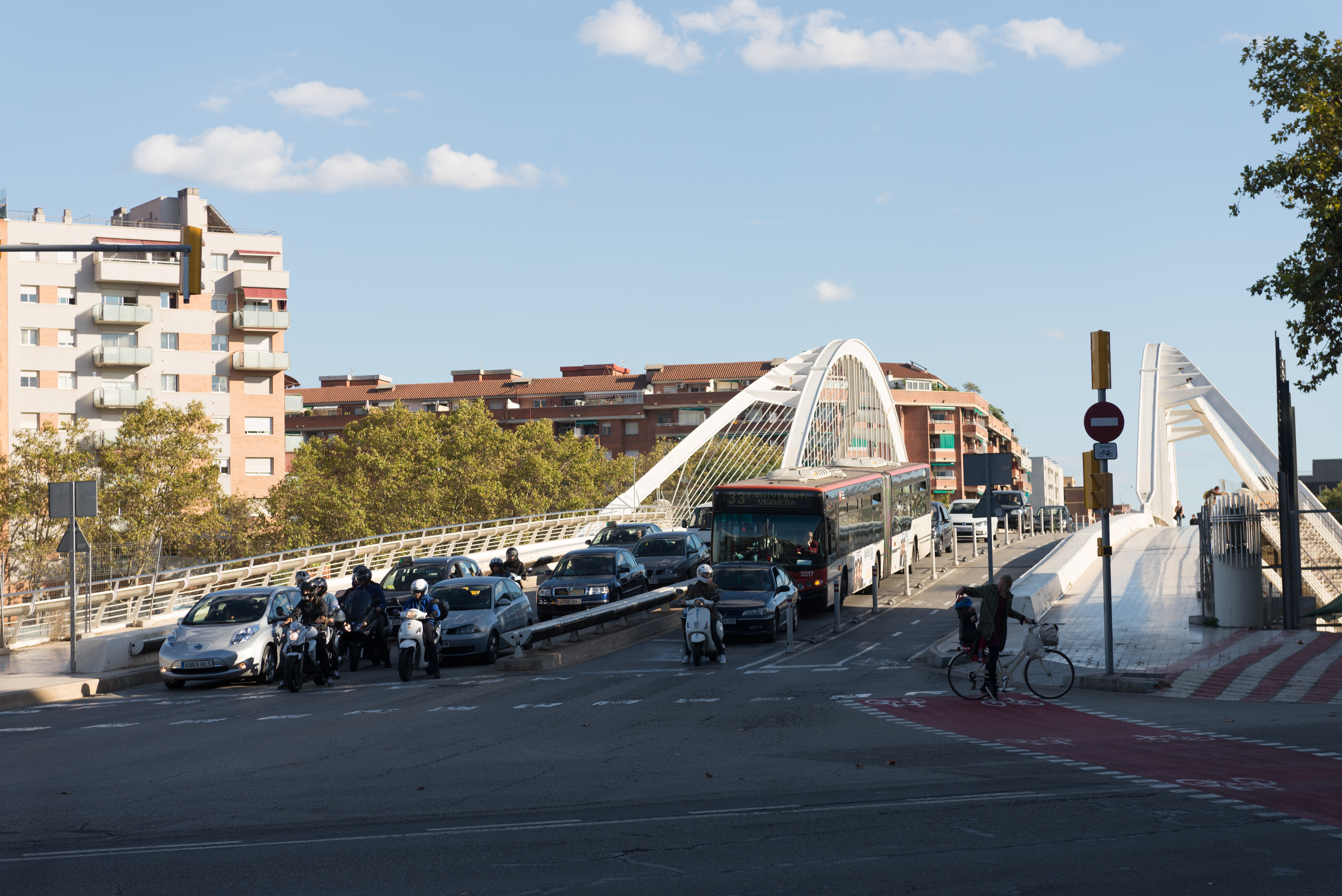
Blick aus Richtung Carrer de Felip II